# 田島直樹
田島 直樹（たじま なおき、1968年 - ）は、日本の版画家。学位は博士（芸術学）（筑波大学・2012年）。筑波大学芸術系教授。
筑波大学大学院人間総合科学研究科准教授、筑波大学芸術系准教授などを歴任した。

## 来歴

### 生い立ち
鹿児島県生まれ。鹿児島県立甲南高等学校卒業。1992年福岡教育大学教育学部中学校教員養成課程美術科卒業。1997年筑波大学大学院芸術研究科美術専攻洋画分野修了。なお、2012年3月、論文「シャルル・メリヨンのステートに関する研究」で筑波大学より博士（芸術学）授与。

### 版画家として
1997年より筑波大学助手、講師を経て、2009年4月に准教授に就任し、後に教授。2007年、スウェーデン王立美術大学にて5ヶ月間文部科学省在外研修。
日本美術家連盟、日本版画協会、版画学会に所属。

## 賞歴
- 1997年、大阪トレリエンナーレ1997 銅賞[2]
- 1998年、第66回日本版画協会展 新人賞[2][4]
- 1999年、第1回山本鼎版画大賞展 佳賞[2][4]
- 2005年3月12日、第6回高知国際版画トリエンナーレ展 日和崎尊夫賞[2]（作品「steering-Ⅱ」）[4]
- 2012年9月、クラコウ国際版画トリエンナーレ2012 カトヴィツェ芸術アカデミー学長賞[2][4]
- 2014年10月、第9回高知国際版画トリエンナーレ展 佳作賞[2]（作品《casa-Ⅱ》）[4]